# Xenia plicata
Xenia plicata is een zachte koraalsoort uit de familie Xeniidae. De koraalsoort komt uit het geslacht Xenia. Xenia plicata werd in 1896 voor het eerst wetenschappelijk beschreven door Schenk. 